# Classic Rock featuring "Lucky Man"
Classic Rock featuring "Lucky Man" è una compilation del gruppo progressive rock Emerson, Lake & Palmer, pubblicata dalla Stax nel 1994. Raccoglie gran parte dei brani più famosi e contiene 10 brani.

## Tracce
1. Promenade[1] – 2:05
2. The Hut of Baba-Yaga, pt. 1[1] – 1:12
3. The Curse of Baba-Yaga – 4:10 (Emerson-Lake-Palmer)
4. The Hut of Baba-Yaga, pt. 2[1] – 1:06
5. The Great Gates of Kiev[1][2] – 6:01 (testo: Greg Lake)
6. Fanfare for the Common Man[3] – 9:46
7. Hoedown[3] (dal balletto Rodeo) – 4:28
8. Jerusalem[2] – 3:19 (testo: William Blake (1804) – musica: Hubert Parry (1916))
9. Toccata (dal Concerto per pianoforte e orchestra n°1 di Alberto Ginastera) – 7:25
10. Lucky Man[2] – 3:38 (Greg Lake)

## Musicisti
- Keith Emerson – tastiere
- Greg Lake – basso, chitarre, voce
- Carl Palmer – batteria